# Famille Somssich
La familleSomssich de Saárd (en hongrois : saárdi Somssich) est le patronyme d'une famille de la noblesse hongroise.

## Origines
La famille est originaire des comitats de Varasd et de Belovár-Kőrös en Croatie. Ses membres s'installent dans le comitat de Zala à la fin du XVIIe siècle. Le roi Charles VI de Hongrie fait un  don de blason en 1716 aux frères Pongrác, Péter et Mátyás, fils de Miklós, capitaine du château de Csáktornya.[réf. nécessaire]

## Personnalités

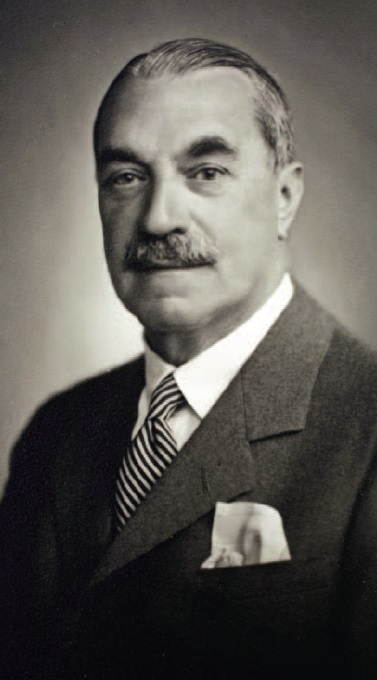
Image de Somssich László.

- Pongrác Somssich (†1713), percepteur en chef (főadószedő) de Zala. Père du suivant.
- Antal Somssich (1698-1779), alispán de Somogy puis conseiller de la Chancellerie de la Cour. Il reçoit de la part du roi le domaine de Somogysárd en 1752.
- Miklos Somssich (1784-1870), homme politique réformiste, député du comté de Somogy.
- comte Pongrác Somssich (1788-1849), vice-Palatin de Hongrie, főispán du comté de Baranya, membre du conseil d'administration de l'Académie hongroise des sciences.
- Pál Somssich (1811-1888), homme politique, président de la Chambre des représentants.
- comte József Somssich (1812-1894), peintre, homme politique, chambellan impérial et royal, major général.
- comte József Somssich (1864-1941), homme politique, diplomate, ministre hongrois des Affaires étrangères, ambassadeur hongrois au Vatican.
- comte László Somssich (1874-1956), agronome, président de l'Association économique nationale hongroise, conseiller supérieur de la Magyar Nemzeti Bank.